# 밥 스틸

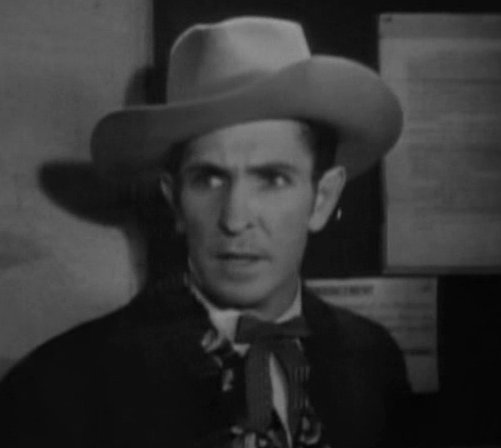

밥 스틸(Robert Adrian Bradbury, 1907년 1월 23일 ~ 1988년 12월 21일)은 미국의 배우, 텔레비전 배우, 영화배우이다.
포틀랜드에서 태어났으며 버뱅크에서 사망하였다. 사인은 폐기종이다.  포리스트 론 메모리얼 파크에 매장되었다.

## 영화
- 와이어트 어프 - 툼스톤으로 돌아오다 (1994년)
- 황금의 꿈 (1971년)
- 집행자 (1967년)
- 맥린턱 (1963년)
- 포 포 텍사스 (1963년)
- 지상 최대의 작전 (1962년)
- 코만체로스 (1961년)
- 폭찹 고지전투 (1959년)
- 리오 브라보 (1959년)
- 선다운의 결전 (1957년)
- 파드너스 (1956년)
- 딜론 보안관 (1955년)
- 디즈니랜드 (1954년) - 벤 역
- 명탐정 필립 (1946년)
- 생쥐와 인간 (1939년)